# Indywidualne Mistrzostwa Polski na Żużlu 1953
Indywidualne Mistrzostwa Polski na Żużlu 1953 – zawody żużlowe, mające na celu wyłonienie medalistów indywidualnych mistrzostw Polski w sezonie 1953. Rozegrano cztery turnieje finałowe, w których łącznej klasyfikacji zwyciężył Florian Kapała.

## Finał nr 1
- Rybnik, 14 czerwca 1953
- Sędzia: Wacław Kossowski

| Msc. | Zawodnik                 | Klub           | Pkt |           |  |
| ---- | ------------------------ | -------------- | --- | --------- |  |
| 1    | Marian Kuśnierek         | Leszno         | 12  | (3,3,3,3) |  |
| 2    | Bolesław Bonin           | Bydgoszcz      | 10  | (3,3,1,3) |  |
| 3    | Tadeusz Fijałkowski      | Warszawa       | 8   | (3,3,2,0) |  |
| 4    | Florian Kapała           | Rawicz         | 8   | (2,3,2,1) |  |
| 5    | Włodzimierz Szwendrowski | Łódź           | 8   | (2,2,1,3) |  |
| 6    | Janusz Suchecki          | Warszawa       | 8   | (1,2,3,2) |  |
| 7    | Edward Kupczyński        | Wrocław        | 7   | (3,2,2,u) |  |
| 8    | Norbert Świtała          | Wrocław        | 4   | (2,1,1,u) |  |
| 9    | Zbigniew Raniszewski     | Bydgoszcz      | 4   | (1,2,1,0) |  |
| 10   | Paweł Dziura             | Rybnik         | 2   | (0,2,0,0) |  |
| 11   | Robert Nawrocki          | Świętochłowice | 2   | (0,0,0,2) |  |
| 12   | Jan Paluch               | Rybnik         | 2   | (0,1,1,0) |  |
| 13   | Jerzy Brendler           | Częstochowa    | 2   | (1,1,0,0) |  |

## Finał nr 2
- Warszawa, 30 sierpnia 1953
- Sędzia: Władysław Pietrzak

| Msc. | Zawodnik                 | Klub           | Pkt |             |  |
| ---- | ------------------------ | -------------- | --- | ----------- |  |
| 1    | Florian Kapała           | Rawicz         | 11  | (2,3,3,3)   |  |
| 2    | Tadeusz Fijałkowski      | Warszawa       | 10  | (3,2,2,3)   |  |
| 3    | Józef Olejniczak         | Leszno         | 8   | (3,2,3,u)   |  |
| 4    | Edward Kupczyński        | Wrocław        | 8   | (1,2,2,3)   |  |
| 5    | Marian Kuśnierek         | Leszno         | 6   | (3,3,d,d)   |  |
| 6    | Włodzimierz Szwendrowski | Łódź           | 6   | (2,2,2,u)   |  |
| 7    | Janusz Suchecki          | Warszawa       | 5   | (u,2,u,3)   |  |
| 8    | Zbigniew Raniszewski     | Bydgoszcz      | 5   | (1,d,3,1)   |  |
| 9    | Bolesław Bonin           | Bydgoszcz      | 4   | (3,u,1,d)   |  |
| 10   | Norbert Świtała          | Wrocław        | 4   | (u,0,2,2)   |  |
| 11   | Robert Nawrocki          | Świętochłowice | 4   | (2,d,1,1)   |  |
| 12   | Paweł Dziura             | Rybnik         | 3   | (1,1,0,1)   |  |
| 13   | Waldemar Miechowski      | Częstochowa    | 0   | (d,d,ns,ns) |  |

## Finał nr 3
- Leszno, 13 września 1953
- Sędzia: Rożnowski / Karpała(starter)

| Msc. | Zawodnik                 | Klub           | Pkt  |             |  |
| ---- | ------------------------ | -------------- | ---- | ----------- |  |
| 1    | Bolesław Bonin           | Bydgoszcz      | 10+3 | (3,2,2,3)   |  |
| 2    | Tadeusz Fijałkowski      | Warszawa       | 10+2 | (3,2,2,3)   |  |
| 3    | Florian Kapała           | Rawicz         | 9    | (3,u,3,3)   |  |
| 4    | Marian Kuśnierek         | Leszno         | 8    | (3,3,2,u)   |  |
| 5    | Józef Olejniczak         | Leszno         | 8    | (3,2,3,dst) |  |
| 6    | Janusz Suchecki          | Warszawa       | 8    | (3,2,1,2)   |  |
| 7    | Edward Kupczyński        | Wrocław        | 6    | (1,2,1,2)   |  |
| 8    | Zbigniew Raniszewski     | Bydgoszcz      | 5    | (1,1,2,1)   |  |
| 9    | Norbert Świtała          | Wrocław        | 4    | (0,u,1,3)   |  |
| 10   | Waldemar Miechowski      | Częstochowa    | 4    | (2,2,ns,0)  |  |
| 11   | Paweł Dziura             | Rybnik         | 3    | (1,1,0,1)   |  |
| 12   | Robert Nawrocki          | Świętochłowice | 2    | (0,0,1,1)   |  |
| 13   | Włodzimierz Szwendrowski | Łódź           | ns   |             |  |

## Finał nr 4
- Wrocław, 4 października 1953
- Sędzia: Wacław Kossowski

| Msc. | Zawodnik                 | Klub           | Pkt |           |  |
| ---- | ------------------------ | -------------- | --- | --------- |  |
| 1    | Florian Kapała           | Rawicz         | 11  | (3,3,3,2) |  |
| 2    | Bolesław Bonin           | Bydgoszcz      | 10  | (3,1,3,3) |  |
| 3    | Tadeusz Fijałkowski      | Warszawa       | 9   | (3,3,2,1) |  |
| 4    | Norbert Świtała          | Wrocław        | 8   | (0,3,2,3) |  |
| 5    | Edward Kupczyński        | Wrocław        | 8   | (2,2,2,2) |  |
| 6    | Janusz Suchecki          | Warszawa       | 6   | (1,2,3,0) |  |
| 7    | Włodzimierz Szwendrowski | Łódź           | 5   | (d,3,1,1) |  |
| 8    | Marian Kuśnierek         | Leszno         | 5   | (3,1,1,0) |  |
| 9    | Waldemar Miechowski      | Częstochowa    | 5   | (2,2,0,1) |  |
| 10   | Zbigniew Raniszewski     | Bydgoszcz      | 5   | (2,d,1,2) |  |
| 11   | Paweł Dziura             | Rybnik         | 3   | (1,2,0,0) |  |
| 12   | Robert Nawrocki          | Świętochłowice | 2   | (1,1,0,0) |  |
| 13   | Józef Olejniczak         | Leszno         | 1   | (1,d,d,0) |  |

## Klasyfikacja końcowa
| Msc. | Zawodnik                 | Klub           | Pkt |              |  |
| ---- | ------------------------ | -------------- | --- | ------------ |  |
| 1    | Florian Kapała           | Rawicz         | 31  | (8,11,9,11)  |  |
| 2    | Bolesław Bonin           | Bydgoszcz      | 30  | (10,4,10,10) |  |
| 3    | Tadeusz Fijałkowski      | Warszawa       | 29  | (8,10,10,9)  |  |
| 4    | Marian Kuśnierek         | Leszno         | 26  | (12,6,8,5)   |  |
| 5    | Edward Kupczyński        | Wrocław        | 23  | (7,8,6,8)    |  |
| 6    | Janusz Suchecki          | Warszawa       | 22  | (8,5,8,6)    |  |
| 7    | Włodzimierz Szwendrowski | Łódź           | 19  | (8,6,5)      |  |
| 8    | Józef Olejniczak         | Leszno         | 17  | (8,8,1)      |  |
| 9    | Norbert Świtała          | Wrocław        | 16  | (4,4,4,8)    |  |
| 10   | Zbigniew Raniszewski     | Bydgoszcz      | 15  | (4,5,5,5)    |  |
| 11   | Waldemar Miechowski      | Częstochowa    | 9   | (0,4,5)      |  |
| 12   | Paweł Dziura             | Rybnik         | 9   | (2,3,3,3)    |  |
| 13   | Robert Nawrocki          | Świętochłowice | 8   | (2,4,2,2)    |  |